# Shiraz (shahrestan)
Shiraz (persiska: شیراز), eller Shahrestan-e Shiraz (شهرستان شیراز), är en delprovins (shahrestan) i Iran. Den ligger i provinsen Fars, i den centrala delen av landet. Administrativt centrum är staden med samma namn, Shiraz.
Delprovinsen hade 1 869 001 invånare 2016.